# Петър Ралчев
Петър Ралчев е български акордеонист и композитор.

## Биография
Роден е на 26 август 1961 г. в село Поибрене, община Панагюрище, в музикално семейство. Учи в Националното училище за музикално и танцово изкуство в Пловдив. Докато е ученик, през 1977 г. печели първа награда на конкурс за млади таланти в Чирпан.
Запознанството му с цигуларя Георги Янев води до създаването оркестър „Орфей“, където Петър Ралчев свири до 1983 година. През годините работи с ярки личности от музикалното изкуство като Иво Папазов, Теодосий Спасов, Стоян Янкулов и други. Той доразвива и осъвременява със свой прочит народните мелодии и ритми. Свири в различни жанрове – фолклорна музика, класическа музика, етно и джаз. През 2014 г. със секстета „Лоби“ взема участие в поредица от джаз фестивали в Алжир, Белгия и Франция.
Петър Ралчев издава няколко албума, участва в десетки фестивали и културни форуми по света. Свири в няколко международни формации като Accordionale, Arabesque, Danube Ship Orchestra, No Border Orchestra, The Other Europeans Band и други.

## Дискография
| Заглавие                                        | Лейбъл        | От   |
| ----------------------------------------------- | ------------- | ---- |
| Петър Ралчев                                    | Балкантон     | 1989 |
| Отново Заедно '94                               | Бофиров Мюзик | 1994 |
| Bulgaria                                        | Gega New      | 2002 |
| Тримата големи на сцената на българската сватба | Балкантон     |      |